# Refugiados

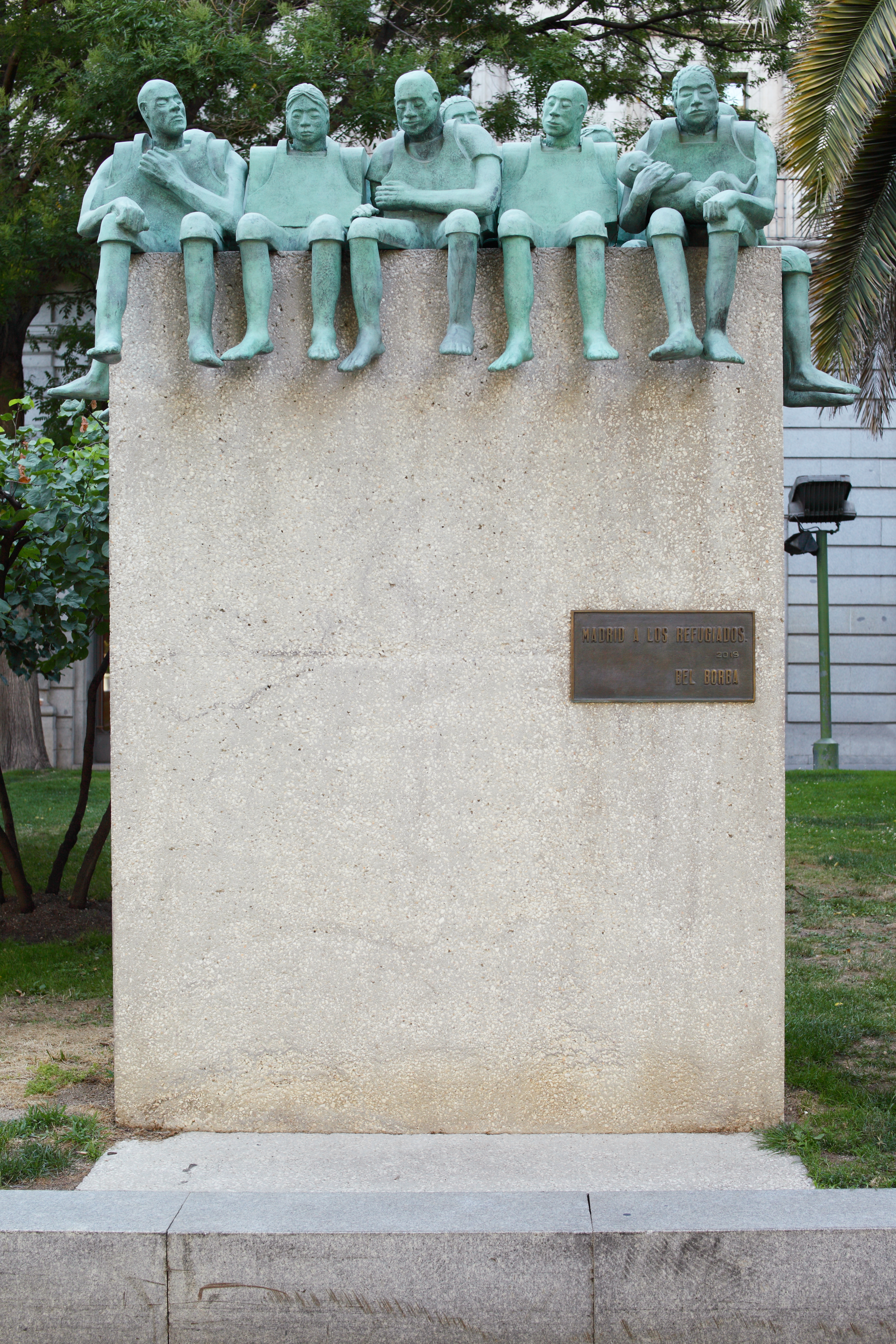
Refugiados-Denkmal

Refugiados (spanisch: Flüchtlinge) ist ein Denkmal am Paseo de Recoletos in der spanischen Hauptstadt Madrid. Es soll Respekt und Hilfe für das Schicksal von Migranten und Flüchtlingen bekunden sowie zum Nachdenken über ihre Situation anregen.

## Geschichte
Der Vorschlag, ein Denkmal für Geflüchtete zu errichten, wurde 2018 von der Stadtverwaltung unter Führung der Bürgermeisterin Manuela Carmena genehmigt. Nach ihren Worten solle damit „dauerhaft an einem symbolischen Ort und für die ganze Stadt die Umarmung Madrids von Migranten und Flüchtlingen gezeigt werden“. Das Werk des brasilianischen Künstlers Alberto José Costa Borba – in seiner Heimat als der „Picasso do Povo“ („Picasso des Volkes“) bezeichnet – ist eine Reproduktion seines zuvor auf der Biennale von Montreux 2017 ausgestellten Stücks Allons sur mars („Lasst uns zum Mars fliegen“), das dem Physiker Stephen Hawking gewidmet war. Der Titel bezieht sich auf dessen Aussage vom Mai 2017, dass die Menschheit wegen des Klimawandels, der Übervölkerung und Epidemien nur noch 100 Jahre Zeit habe, um die Erde zu verlassen.

## Beschreibung
Das Werk stellt 16 Personen dar, darunter auch eine Mutter mit ihrem Baby im Arm, die mit einer Rettungsweste bekleidet auf einem Sockel sitzen und auf Hilfe warten. Sie sind alle barfüßig und haben keinerlei Gepäck. Von der Straße aus sind jedoch nur die am Rand Platzierten zu sehen. Die innen hohlen Figuren sind aus Bronze gegossen. Jede Figur wurde individuell angefertigt. Die Gesichtszüge drücken Angst, Traurigkeit, Ungewissheit über ihr Schicksal oder Resignation aus.
Der Sockel (180 × 100 × 280 cm) besteht aus Beton und teilweise aus Granit. Die Skulptur hat ein Gewicht von 960 kg. Ein Prototyp aus Holz wurde ursprünglich in einem Wasserbassin auf dem Paseo Recoletos No. 1 aufgestellt. Er sollte die Reise der Flüchtlinge über das Meer symbolisieren. Das Denkmal wurde dann aber im Mai 2019 aufgrund des Gewichts neben dem Becken installiert und um einen Meter erhöht.
Der Künstler erhielt für das Werk und die Installation von der Stadt 299.000 €, davon 207.000 € für sich selbst und 537 € für die Aufbauarbeiter, während 33.000 € an Steuern und 12.000 € für indirekte Kosten anfielen. Für die Arbeit benötigte er drei Monate. Sowohl der Künstler als auch das Denkmal erhielten internationale Anerkennung in Bezug auf die Qualität. Die Balance zwischen Symbolik und Realität mache auf den ersten Blick dessen Intention verständlich und das benutzte Material wurde als optimal für eine Installation im öffentlichen Raum betrachtet.